# Svět

Obvyklá mapa světa

Pojem svět označuje celek přírody, věcí, míst a událostí, které jsou nám přístupné skrze smysly, zkušenosti, rozum a emoce. Nejběžnější význam slova odkazuje na planetu Zemi, její obyvatele a její životní prostředí. V širším slova smyslu se slovo vztahuje na vesmír jako celek.
„Nějaký“ svět (ve smyslu „prostředí“, „životní prostředí“) je prostor, kde se nachází osoba nebo věc, o které se hovoří, a vše, co tento prostor obsahuje, např. něčí svět (něčí domov nebo svět něčí mysli), svět práce, svět vědy atd. V tomto subjektivním smyslu je možno říci, že nežijeme všichni ve stejném světě. (Srovnej s filozofií Nelsona Goodmana)
Svět je též důležitý filosofický pojem. V současném filosofickém myšlení se svět nejčastěji[zdroj⁠?!] chápe jako to, čehož smyslem je být místem k životu. Často se mluví o bytí ve světě (např. Martin Heidegger).
V náboženském myšlení je často zastoupena víra v jiné světy. Častá je zde snaha o únik z tohoto světa (míněn v podstatě svět, ke kterému přistupujeme[kdo?] skrz fyzické smysly), považovaného za svět klamu (např. indický pojem májá či řecké doxa) či duchovního úpadku (různé perské věrouky např. zoroastrismus).